# Oualid Mhamdi
Oualid Mhamdi (* 20. Mai 2003 in Eschweiler) ist ein deutsch-marokkanischer Fußballspieler.

## Karriere
Nach seinen Anfängen in der Jugend des SV Falke Bergrath und von Alemannia Aachen, für die er 20 Spiele in der B-Junioren-Bundesliga und ein Spiel in der A-Junioren-Bundesliga bestritt, bei denen ihm insgesamt fünf Tore gelangen, wechselte er im Sommer 2021 in die Jugendabteilung des FC Viktoria Köln. Dort kam er nach neun Einsätzen in der A-Junioren-Bundesliga, bei denen ihm drei Tore gelangen, auch zu seinem ersten Einsatz im Profibereich in der 3. Liga, als er am 2. April 2022, dem 32. Spieltag, bei der 0:2-Heimniederlage gegen Borussia Dortmund II in der 90. Spielminute für David Philipp eingewechselt wurde. Dies blieb allerdings seine einzige Partie bei den Profis und er spielte weiterhin regelmäßig in der U-19-Mannschaft. Nach der Saison gab dann der Zweitligist SpVgg Greuther Fürth die Verpflichtung des Spielers mit Vertrag bis 2025 bekannt.
Am 3. Februar 2025 schloss er sich Drittligist SC Verl an.